# Zapalenie ucha
Zapalenie ucha (łac. otitis) – ogólne określenie na różne stany zapalne ucha. W zależności od zajętej części anatomicznej ucha wyróżnia się:
- zapalenie ucha zewnętrznego
- zapalenie ucha środkowego
- zapalenie ucha wewnętrznego (zapalenie błędnika)

Objawy chorób ucha to m.in: otalgia, wycieki, niedosłuch, szumy uszne, zawroty głowy.